# Adesmia gracillima
Adesmia gracillima är en ärtväxtart som beskrevs av Ivan Murray Johnston. Adesmia gracillima ingår i släktet Adesmia och familjen ärtväxter. Inga underarter finns listade i Catalogue of Life.